# Big Bend (région de Floride)
Pour les articles homonymes, voir Big Bend.

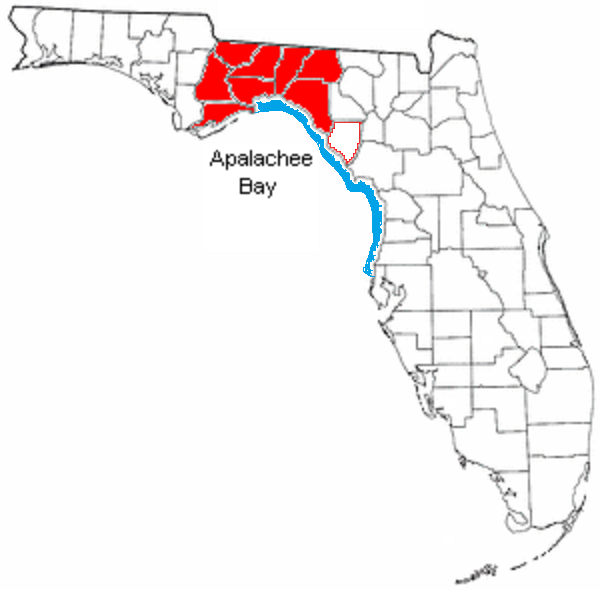
Cette carte de Floride montre la région de Big Bend en rouge, et la Big Bend Coast en bleu.

Big Bend est une région géographique de Floride aux États-Unis dont la délimitation n'a pas de réel statut officiel, à distinguer de la Big Bend Coast (voir carte ci-contre). 

## Situation, description
La région de Big Bend se trouve dans l'extrémité orientale de la Panhandle, au nord de la baie Apalachee. Elle est à l'endroit du changement d'orientation (comme le nom l'indique) de la ligne générale de la côte, qui passe d'une orientation (très générale) est/ouest le long de la Panhandle, à une orientation (très générale) nord/sud le long de la péninsule. Le point tournant de ce changement d'orientation est la pointe extrême-nord de la baie Apalachee (et non le cap San Blas qui ferme la baie au nord-ouest).
La côte de cette région commence au cap San Blas (en) à l'ouest.
Le fleuve Aucilla se jette dans le golfe du Mexique au milieu de la zone côtière de la région de Big Bend.

## Comtés concernés

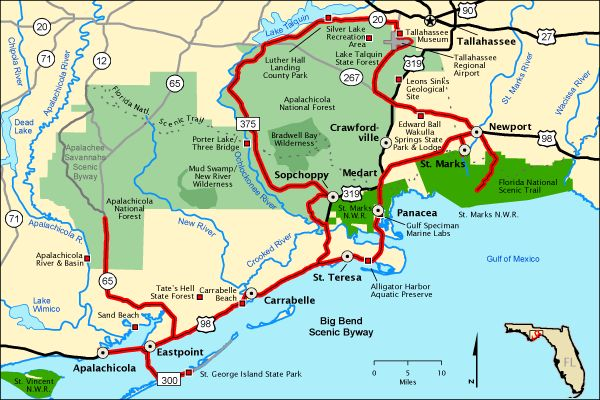
Big Bend Scenic Byway

Les comtés de la région de Big Bend sont (d'ouest en est) :
Franklin (côtier),
Liberty,
Gadsden,
Wakulla (côtier),
Leon,
Jefferson (petite longueur de côte),
Taylor (côtier) et 
Madison,.
Le comté de Dixie, adjacent à l'est sur la côte, est parfois inclus.

## Villes et villages
La principale ville de la région de Big Bend est Tallahassee, la capitale de la Floride, dans le comté de Leon.
Il y a aussi :
comté de Franklin
Apalachicola, Carrabelle, Eastpoint, l'île Saint Georges, Alligator Point (en), Lanark Village (en), St. Teresa (en)
comté de Liberty
Bristol, Sumatra, Hosford, Lake Mystic, Estiffanulga (en), Orange, Rock Bluff, Telogia (en), White Springs, Wilma, Woods
comté de Gadsden
Quincy, Chattahoochee, Havana, Gretna, Midway, Greensboro, Dogtown (en), Hinson (en), Jamieson, Lake Tallavana (en), Mount Pleasant (en), Oak Grove (en), Reston (en), St. Hebron (en), St. John, Scotland (en), Scottown (en), Wetumpka (en)
comté de Wakulla
Crawfordville, St. Marks, Sopchoppy, Panacea, Magnolia (en), Medart (en), Newport (en), Port Leon (en), Sanborn, Shadeville (en), Shell Point (en), Smith Creek, Spring Creek, Wakulla, Wakulla Beach (en)
comté de Leon
Bradfordville, Capitola, Chaires, Fort Braden, Miccosukee, Woodville, Baum, Belair (en), Black Creek, Bloxham (en), Centerville (en), Chaires Crossroads, Felkel (en), Gardner, Iamonia (en), Ivan, Lafayette, Lutterloh, Meridian (en), Ochlockonee (en), Rose, Wadesboro (en)
comté de Jefferson
Monticello, Aucilla, Lamont, Lloyd, Wacissa, Waukeenah, Alma, Ashville, Capps (en), Casa Blanco, Cody (en), Dills, Drifton (en), Fanlew (en), Festus, Fincher, Jarrott, Limestone, Lois, Montivilla, Nash, Thomas City
comté de Taylor
Perry, Steinhatchee, Athena, Bucell Junction (en), Clara (en) (partagé avec le comté de Dixie), Dekle Beach (en), Eridu (en), Fenholloway, Fish Creek, Foley (en), Hampton Springs (en), Keaton Beach (en), Lake Bird, Pinland, Salem (en), Shady Grove (en), Tennille
comté de Madison
Madison, Greenville, Lee, Cherry Lake (en), Hamburg, Hanson, Hopewell (en), Lamont, Lovett, Pinetta (en), Sirmans

## Tourisme
La Big Bend Scenic Byway ne couvre que trois comtés : 
Franklin,
Wakulla et
Leon.
Le Florida National Scenic Trail traverse la région, se terminant à l'extrémité ouest de l'île de Santa Rosa à Pensacola Beach.

#### Phares
- Phare de Crooked River (Carrabelle)
- Phare de Dog Island (en) (Carrabelle)
- Phare de St. Marks

#### Parcs d'État
- Parc d'État Bald Point (en)
- Parc d'État Cedar Key Museum (en)
- Parc d'État Crystal River Preserve (en)
- Parc d'État Econfina River (en)
- Parc d'État Edward Ball Wakulla Springs (en)
  - The Lodge (Wakulla Springs)
- Parc d'État Forest Capital Museum (en)
- Parc d'État Manatee Springs (en)
- Parc d'État St. Marks River (en)
  - Refuge national St. Marks (en)
- Parc d'État de Waccasassa Bay Preserve
- Parc d'État Weeki Wachee Springs (en)

#### Parcs archéologiques et historiques d'État
- Parc archéologique d'État de Crystal River
- Parc archéologique d'État Lake Jackson Mounds (en)
- Parc historique d'État San Marcos de Apalache (en)
- Site préhistorique de Page-Ladson